# Sultani (moneda)

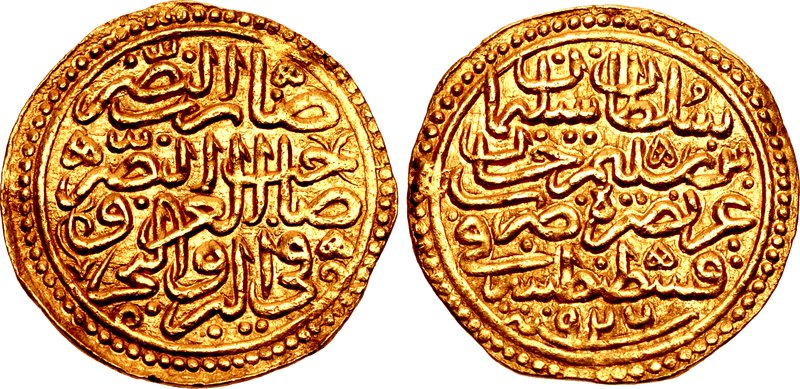
Sultani de Solimán el Magnífico, 1520/21

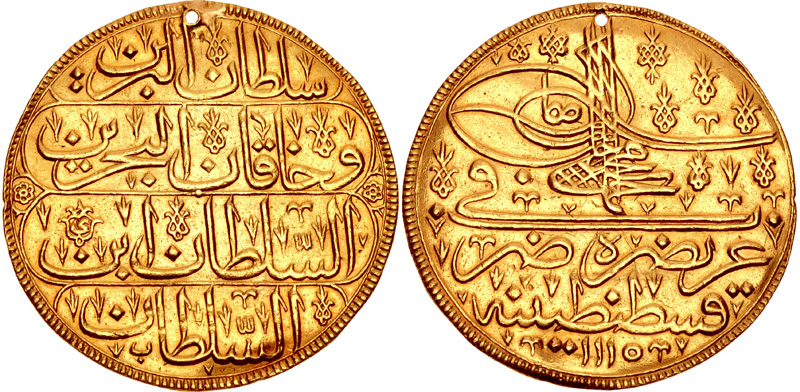
Sultani de Ahmed III, 1703

El sultani era una moneda de oro utilizada en el imperio otomano, aunque se utilizaron diferentes sistemas monetarios en diferentes regiones, por razones simbólicas y económicas, el sultani fue la única moneda de oro del imperio durante el siglo XVI.

## Origen
El sultani se acuñó por primera vez durante el reinado del sultán Mehmed II, alrededor del 1477-1478 siguiendo el estándar del ducado veneciano, pesaba alrededor de 3.45 gramos

## Uso
Fue la moneda de oro oficial del imperio otomano durante el siglo XVI y se utilizó ampliamente en transacciones comerciales y como reserva de valor.

### Diseño
El anverso de la moneda solía llevar la imagen del sultán reinante y su título, mientras que el reverso presentaba una inscripción en árabe.
Desmonetización
Con la caída del imperio otomano y la adopción del sistema monetario europeo en el siglo XIX, el sultani fue gradualmente desmonetizado.